# Pope (gmina Tutin)
Pope (cyr. Попе) – wieś w Serbii, w okręgu raskim, w gminie Tutin. W 2011 roku liczyła 94 mieszkańców.